# 河南省人民政府
河南省人民政府，是中华人民共和国河南省的省级行政机关。

## 沿革

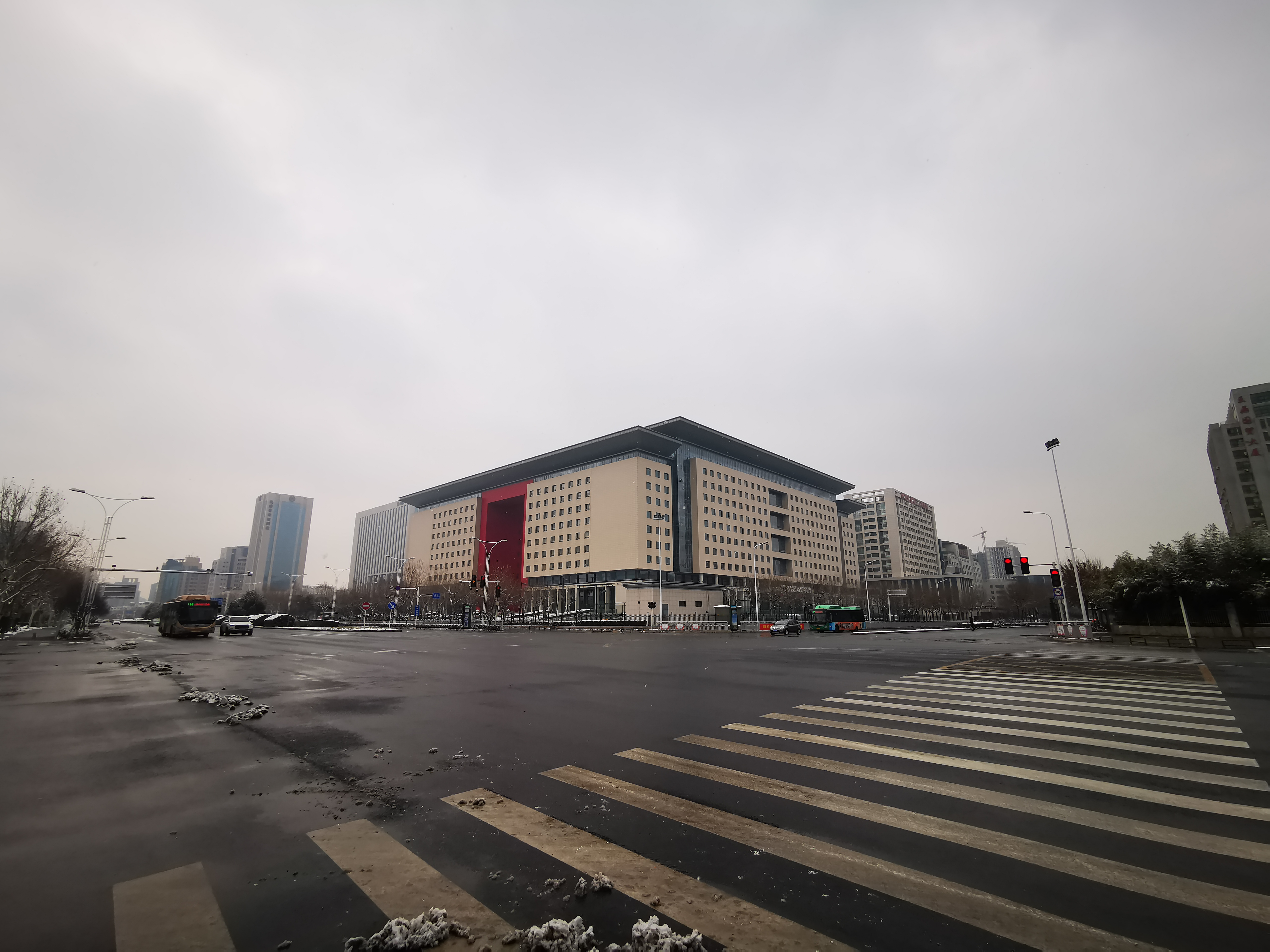
河南省人民政府办公驻地位于郑东新区省直机关综合办公楼。

1949年5月，河南省人民政府正式成立。1950年4月，由河南省第一届各界人民代表会议选举产生第一届河南省人民政府。1952年平原省撤销，大部分并入河南省。1955年2月，改组为河南省人民委员会。1968年1月，改组为河南省革命委员会。1979年9月，河南省革命委员会撤销，复设河南省人民政府。

## 职权
根据《中华人民共和国地方各级人民代表大会和地方各级人民政府组织法》第七十三条，县级以上的地方各级人民政府行使下列职权：
1. 执行本级人民代表大会及其常务委员会的决议，以及上级国家行政机关的决定和命令，规定行政措施，发布决定和命令；
2. 领导所属各工作部门和下级人民政府的工作；
3. 改变或者撤销所属各工作部门的不适当的命令、指示和下级人民政府的不适当的决定、命令；
4. 依照法律的规定任免、培训、考核和奖惩国家行政机关工作人员；
5. 编制和执行国民经济和社会发展规划纲要、计划和预算，管理本行政区域内的经济、教育、科学、文化、卫生、体育、城乡建设等事业和生态环境保护、自然资源、财政、民政、社会保障、公安、民族事务、司法行政、人口与计划生育等行政工作；
6. 保护社会主义的全民所有的财产和劳动群众集体所有的财产，保护公民私人所有的合法财产，维护社会秩序，保障公民的人身权利、民主权利和其他权利；
7. 履行国有资产管理职责；
8. 保护各种经济组织的合法权益；
9. 铸牢中华民族共同体意识，促进各民族广泛交往交流交融，保障少数民族的合法权利和利益，保障少数民族保持或者改革自己的风俗习惯的自由，帮助本行政区域内的民族自治地方依照宪法和法律实行区域自治，帮助各少数民族发展政治、经济和文化的建设事业；
10. 保障宪法和法律赋予妇女的男女平等、同工同酬和婚姻自由等各项权利；
11. 办理上级国家行政机关交办的其他事项。

## 机构设置
根据《河南省机构改革方案》，除河南省人民政府办公厅外，河南省人民政府设置组成部门23个，直属特设机构1个，直属机构12个，部门管理机构7个。
河南省人民政府设置下列机构：
- 河南省人民政府办公厅

### 组成部门
- 河南省发展和改革委员会
- 河南省教育厅
- 河南省科学技术厅
- 河南省工业和信息化厅
- 河南省民族宗教事务委员会
- 河南省公安厅
- 河南省民政厅
- 河南省司法厅
- 河南省财政厅
- 河南省人力资源和社会保障厅
- 河南省自然资源厅
- 河南省生态环境厅
- 河南省住房和城乡建设厅
- 河南省交通运输厅
- 河南省水利厅
- 河南省农业农村厅
- 河南省商务厅
- 河南省文化和旅游厅
- 河南省卫生健康委员会
- 河南省退役军人事务厅
- 河南省应急管理厅
- 河南省审计厅

（办公厅挂参事室、港澳事务办公室牌子；水利厅挂移民办公室牌子；商务厅挂外商投资管理局、中国（河南）自贸区工作办公室牌子；卫生健康委员会挂中医管理局牌子。）

### 直属特设机构
- 河南省人民政府国有资产监督管理委员会

### 直属机构
- 河南省市场监督管理局
- 河南省广播电视局
- 河南省体育局
- 河南省统计局
- 河南省粮食和物资储备局
- 河南省医疗保障局
- 河南省机关事务管理局
- 河南省国防动员办公室
- 河南省人民政府研究室
- 河南省乡村振兴局
- 河南省信访局

（市场监督管理局挂知识产权局牌子；国防动员办公室挂人民防空办公室牌子。）

### 直属事业单位
- 河南省科学院
- 河南省社会科学院
- 河南省文史研究馆
- 河南省地质局
- 河南省地质研究院
- 中国国际贸易促进委员会河南省委员会
- 河南省供销合作总社
- 河南广播电视台
- 河南省公共资源交易中心
- 河南省地方史志办公室
- 河南省接待办公室

### 部门管理机构
- 河南省行政审批和政务信息管理局，由省政府办公厅管理。
- 河南省能源规划建设局，由省发展改革委管理。
- 河南省监狱管理局，由省司法厅管理。
- 河南省林业局，由省自然资源厅管理。
- 河南省文物局，由省文化和旅游厅管理。
- 河南省药品监督管理局，由省市场监管局管理。

### 派出机构
- 济源产城融合示范区管理委员会
- 河南省人民政府驻北京办事处
- 河南省人民政府驻广州办事处
- 河南省人民政府驻上海办事处

## 历任领导
河南省人民政府（1949年5月－1950年4月）
中原临时人民政府决定：
- 主席：吴芝圃（兼)
- 副主席：牛佩琮

河南省第一届人民政府（1950年4月－1955年1月）
河南省第一届各界人民代表会议选举：
- 主席：吴芝圃
- 副主席：牛佩琮、嵇文甫、贾心斋（1952年11月－）、史向生（1954年10月－）

河南省五届人大二次会议以后（1979年9月－1983年4月）
- 省长：刘杰（－1981年12月） → 戴苏理
- 副省长：戴苏理、李庆伟、于一川（－1980年11月)、王树成（－1980年11月）、阎济民、崔光华、史毅、岳肖峡、何竹康（1980年11月－）、韩劲草、罗干、纪涵星（以上3人，1981年12月－）

河南省六届人大期间（1983年4月－1988年1月）
- 省长：何竹康（－1987年6月） → 程维高（代）（1987年9月－)
- 副省长：岳肖峡、胡廷积、阎济民、纪涵星、秦科才（1984年12月－）、胡悌云（1984年12月－）、张志刚（1985年5月－）、刘玉洁（1986年3月－）、赵正夫（1986年3月－）

河南省七届人大期间（1988年1月－1993年4月）
- 省长：程维高 → 李长春（1990年－1992年12月） → 马忠臣（1992年12月－1993年4月）
- 副省长：胡笑云、秦科才、宋照肃、胡悌云、于友先、刘源、范钦臣（1991年3月－）、马忠臣（－1992年12月）

河南省八届人大期间（1993年4月－1998年1月）
- 省长：马忠臣
- 副省长：李成玉、张世英、张洪华、俞家骅、李志斌（1994年6月－）、张以祥（1996年2月－）、姚中民（－1994年2月）、范钦臣（－1996年1月）

河南省九届人大期间（1998年1月－2003年1月）
- 省长：马忠臣 → 李克强（代）（1998年7月－1999年2月） → 李克强（1999年2月－）
- 副省长：李成玉、张洪华、李志斌、张以祥、王明义、陈全国、张涛（1998年1月－）、李克强（1998年7月－1999年2月）

河南省十届人大期间（2003年1月－2008年）
- 省长：李成玉
- 副省长：王明义、贾连朝、李新民、王菊梅、史济春、刘新民、吕德彬

河南省十一届人大期间（2008年－2013年）
- 省长：郭庚茂（代）（2008年4月-2009年1月） → 郭庚茂（2009年1月－2013年4月）
- 副省长：

河南省十二届人大期间（2013年－2018年1月）
- 省长：谢伏瞻（2013年4月-2016年3月） → 陈润儿（2016年3月-2018年1月）
- 副省长：舒庆（2017年1月－）、戴柏华（2017年6月－）
- 秘书长：朱焕然（2017年1月－）

河南省十三届人大期间（2018年1月－2023年1月）
- 省长：陈润儿（－2019年10月） → 尹弘（2019年11月－2021年3月） → 王凯（2021年4月－）
- 常务副省长：翁杰明（－2018年3月） → 黄强（2018年6月－2020年12月） → 周霁（2021年1月－2021年11月） → 孙守刚（2021年11月－）
- 副省长：舒庆（－2021年1月）、徐光（－2019年9月）、戴柏华（－2022年6月）、何金平、武国定、刘伟（－2020年1月）、霍金花（－2022年3月）、王新伟（2020年3月－2021年1月）、刘玉江（2020年6月－）、王战营（2020年7月－2021年11月）、顾雪飞（2021年4月－2023年1月）、费东斌（2021年4月－2022年11月）、陈星（2021年5月－2021年11月）、宋争辉（2022年6月－）、孙运锋（2022年11月－）、孙运锋（2022年11月－）、张敏（2023年1月－）、郑海洋（2023年1月－）
- 秘书长：朱焕然（－2021年1月） → 刘世伟（2021年4月－）

河南省十四届人大期间（2023年1月－）
- 省长：王凯
- 常务副省长：孙守刚
- 副省长：刘玉江、宋争辉、孙运锋（-2025年4月）、张敏、郑海洋、杨青玖（－2023年5月）、刘尚进（ - 2024年7月）、李酌（2023年7月－）、李涛（2025年4月-）、吕国范（2025年4月-）
- 秘书长：刘世伟